# Тайгара
Тайгара́ (каз. Тайғара) — село у складі Бокейординського району Західноказахстанської області Казахстану. Входить до складу Муратсайського сільського округу.
У радянські часи село називалось Тайгора.
Населення — 119 осіб (2021; 182 у 2009, 234 у 1999, 176 у 1989).